# Массив черенковских телескопов

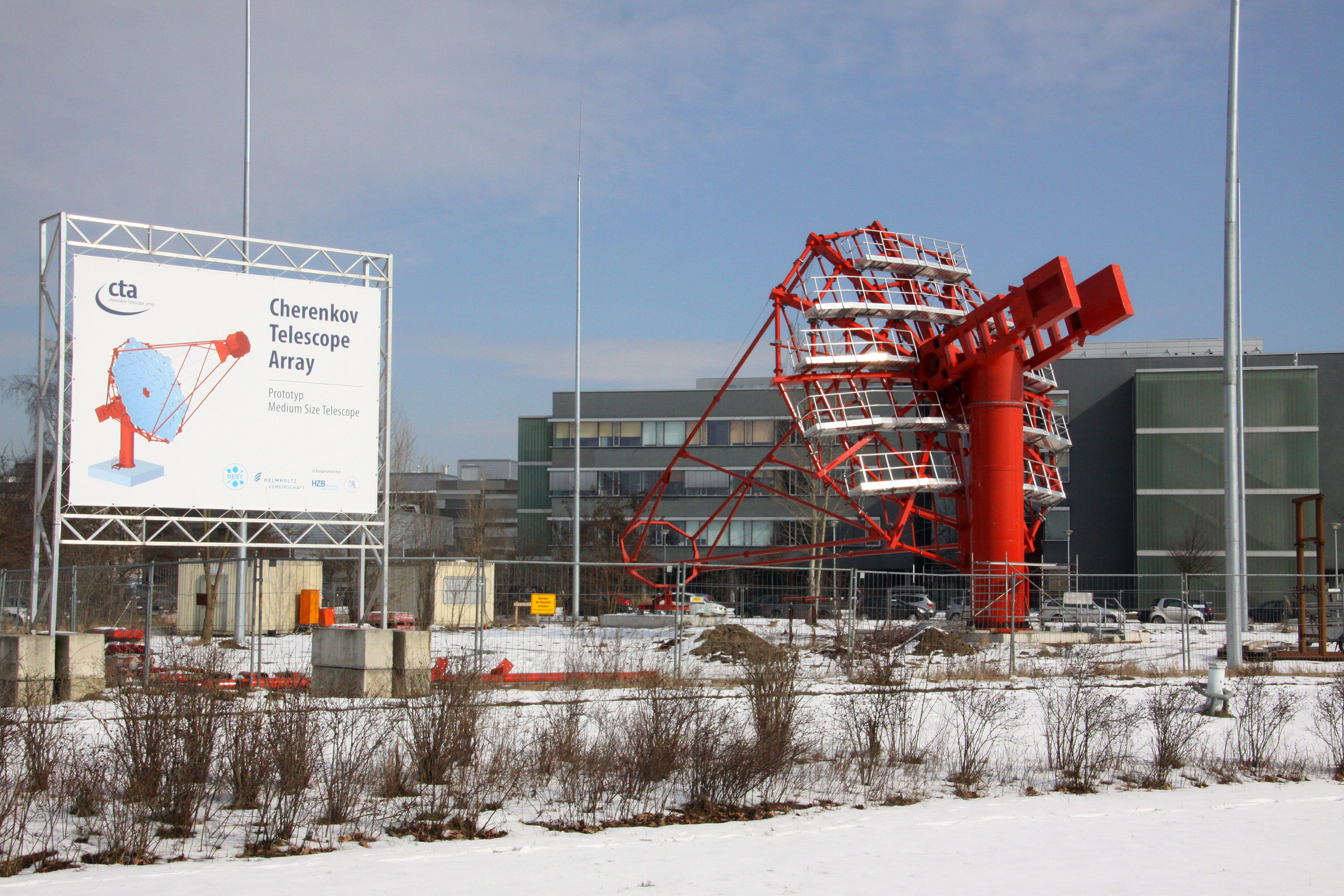
Прототип 12-метрового МЧТ в процессе постройки (Берлин, Германия, март 2013)

Массив черенковских телескопов, сокр. МЧТ (англ. The Cherenkov Telescope Array, сокр. CTA) — международный проект постройки следующего поколения наземных инструментов для исследования гамма-излучения космического пространства в диапазоне от десятков ГэВ до более 100 ТэВ.
Проект будет состоять из двух массивов черенковских телескопов — одного в северном полушарии с акцентом на изучение внегалактических объектов наиболее низких энергий, а второго в южном полушарии, который должен покрывать полный диапазон энергий и фокусироваться на галактических источниках. 
МЧТ призван на порядок повысить чувствительность современного поколения черенковских телескопов, таких как MAGIC, H.E.S.S. и VERITAS.  
Проект МЧТ, не ограничиваясь астрофизикой высоких энергий, выходит в сферы космологии и фундаментальной физики.
МЧТ разрабатывается и создаётся международным сообществом учёных по инициативе европейских организаций. 
Он внесён в долгосрочный план Европейского стратегического форума по исследовательским инфраструктурам (англ. European Strategy Forum on Research Infrastructures, ESFRI), Европейской сети физики астрочастиц (англ. European Astroparticle Physics, ASPERA) и Сети Европейской Астрофизики (ASTRONET).
Обсерваторию предлагается сделать открытой и доступной широкому сообществу астрофизиков. 
Предполагается, что массив будет состоять из десятков черенковских телескопов с разнообразными размерами зеркал (производство первых телескопов начали в 2013 году).
Весь проект, который включает 19-тарелочный массив в северном полушарии и 99-тарелочный массив в южном полушарии, будет стоить приблизительно 200 миллионов евро (или 277 миллионов долларов).

## Предпосылки создания
Текущие знания о высоких энергиях нетепловой Вселенной в диапазоне энергий, исчисляемых тераэлектронвольтами (ТэВ), преимущественно базируются на наблюдениях с помощью наземных инструментов. Первый источник тераэлектронвольтовых (ТэВ) гамма-лучей, которым оказалась Крабовидная туманность, обнаружили в 1989 году. Между тем, результаты наблюдений последних поколений телескопов показали, что небо богато на разные классы объектов, которые излучают гамма-лучи в этом энергетическом диапазоне. На сегодня известно более 80 ТэВ-источников. Большинство из этих источников были обнаружены в течение последних нескольких лет с помощью H.E.S.S. (стереоскопическая система черенковских телескопов), телескопа MAGIC, телескопов CANGAROO и т. д. Обследование центральной части нашей галактики, проведённое с помощью H.E.S.S., показало большое количество новых источников. Большинство источников с большой уверенностью удалось связать с уже известными объектами, такими как, например, остатки сверхновых и пульсары, которые наблюдаются и в других диапазонах длин волн. Однако также был обнаружен новый класс «тёмных источников», который до сих пор не наблюдали в других энергетических диапазонах. Эти источники могут быть ключом к решению загадки происхождения галактических космических лучей. Открытие двух ТэВ гамма-излучающих рентгеновских двойных Гесса и MAGIC позволило изучать физику очень компактных объектов солнечной массы (нейтронных звёзд или чёрных дыр), как частей в этих двойных системах. Были обнаружены внегалактические источники на расстояниях до трёх миллиардов световых лет.
Впечатляющие достижения физики, полученные с помощью этих инструментов, побудили европейских астрофизиков построить наземные гамма-обсерватории ГТС. Первое совещание состоялось в Берлине 4-5 мая 2006 года. С начала 2008 года консорциум МЧТ проводит исследования с целью оптимизации производительности будущей обсерватории и изучает возможные пути реализации проекта.

## Назначение
Массив черенковских телескопов (МЧТ) будет состоять из двух частей: 
массива южного полушария, который будет покрывать энергетический диапазон от 10 ГэВ до порядка 100 ТЭВ, и 
массива северного полушария, который будет работать в низком энергетическом диапазоне (от 10 ГэВ до 1 ТЭВ). 
В южной части обсерватории больше внимания будут уделять глубокому исследованию галактических источников, а в северной — наблюдению северных внегалактических объектов. Каждая часть будет иметь собственный сайт, но управлять будет один консорциум. Большую часть времени телескоп будет открыт для всего астрофизического сообщества. Полученные результаты наблюдений будут сначала корректировать специалисты, а затем их будут публиковать для общей обработки.

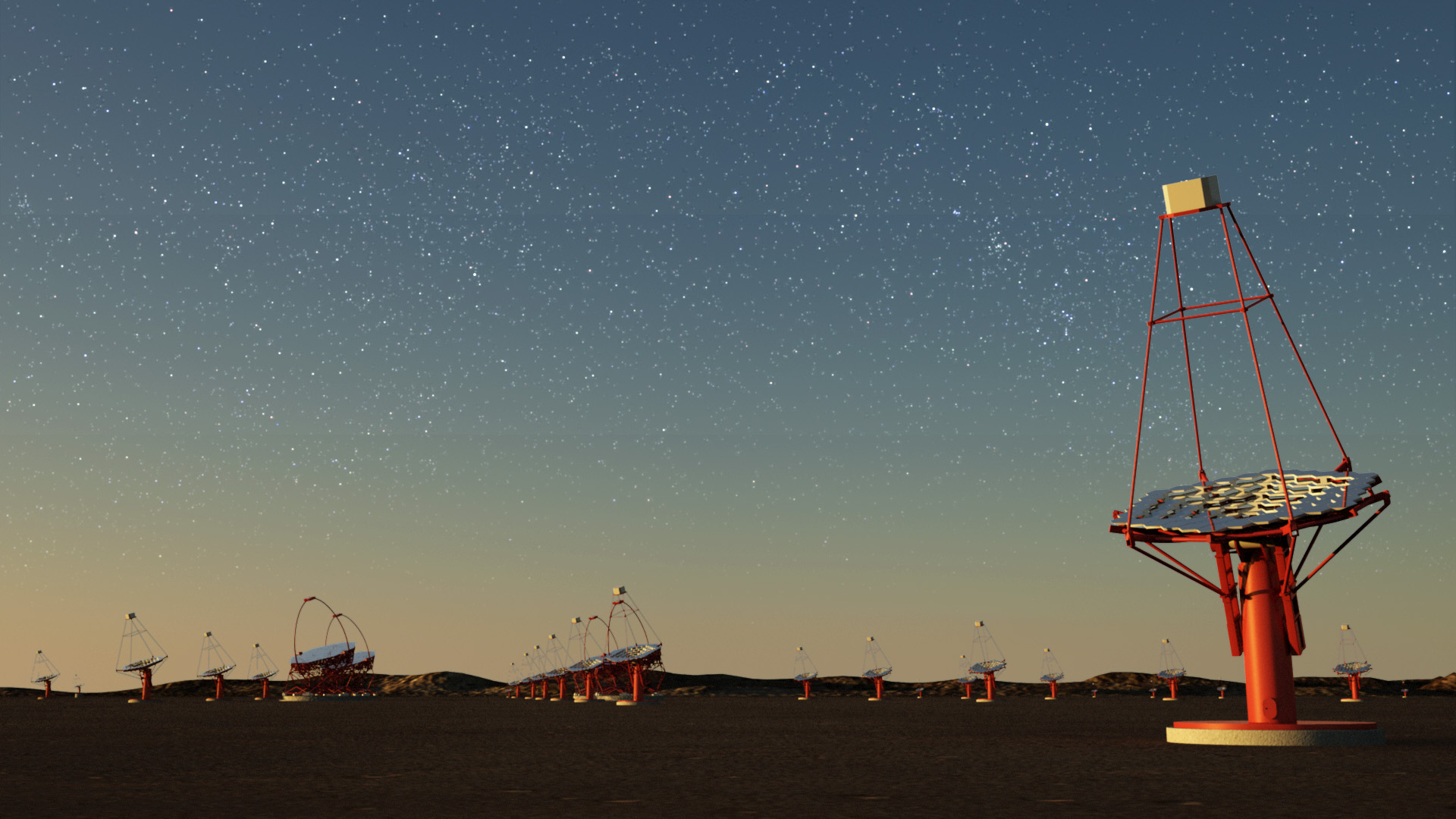
Массив черенковских телескопов в представлении художника (Г. Перез, 2011)

В последние годы наземная гамма-астрономия сделала значительный прорыв со значительными астрофизическими результатами, полученными, главным образом с помощью таких современных инструментов, как CANGAROO, H.E.S.S., MAGIC, MILAGRO и VERITAS. Эти наблюдения дают неоценимый вклад не только в развитие астрофизики, но и физики элементарных частиц и космологии. При одновременном просмотре неба с помощью двух телескопов H.E.S.S. и MAGIC стало возможным изучение объектов солнечных масс. 
Главная задача гамма-астрономии — изучение процессов ускорения элементарных частиц в астрономических объектах до ультрарелятивистских скоростей; на основе полученных спектров далёких источников можно судить о величине магнитного поля и структуре вещества в тех областях. 
Основными направлениями работы массива будет исследование происхождения космический лучей, изучение природы и разнообразия их ускорителей, тёмной материи и чёрных дыр.
По замыслам создателей проекта массива черенковских телескопов, он также будет работать в кооперации с другими крупными гамма-телескопами.

## Особенности проекта
МЧТ будет отличаться от своих предшественников улучшенной на порядок чувствительностью, увеличенным полем зрения и угловым разрешением. Все эти характеристики позволят отождествлять морфологические особенности наблюдаемых объектов. Точной конструкции МЧТ ещё не разработано, но уже известно, что он будет состоять из нескольких 12-метровых телескопов, расположенных по периметру, и 3—4 метровых широкоугольных телескопов. Одними из важных задач, стоящих сейчас перед организаторами комплекса инструментов такого уровня, является оснащение его электроникой с прецизионной точностью порядка наносекунд и фотоумножителя с высокой квантовой эффективностью.
При содействии консорциума была создана МЧТ-Виртуальная Организация (англ. CTA-Virtual Organisation) в рамках проекта EGEE (англ. Enabling Grids for E- Science), финансируемого Европейским Союзом. На её основе будут проводиться популяризаторские мероприятия, как среди студентов, так и среди людей, далёких от астрономии.
В июле 2015 года достигнуто согласие о постройке телескопов на территориях обсерваторий Роке-де-лос-Мучачос (Испания) и Паранал (Чили).
Тестовые наблюдения телескопа-прототипа начались вечером 26 ноября 2015 года. Изображение, фиксируемое 2048-пиксельным детектором, представляет собой карту максимальных интенсивностей излучения, попавших в соответствующий пиксель. Для того, чтобы успеть зафиксировать короткую вспышку черенковского излучения, детектор должен быть способен получать изображения со скоростью порядка миллиарда кадров в секунду. При этом его чувствительность позволяет фиксировать даже единичные фотоны.

## Другие черенковские телескопы
- VERITAS
- MAGIC
- ГТ-48
- H.E.S.S.
- Тункинский эксперимент